# 난열
난열(欒說, ? ~ 기원전 144년) 또는 악열(樂說)은 전한 전기의 제후이다. 개국공신 서열 131위로 진양후(愼陽侯)에 봉해졌다.

## 생애
회음후 한신의 사인(舍人)으로, 그의 모반을 알린 공로로 고제 11년(기원전 197년)에 진양후에 봉해지고 식읍 2천 호를 받았다.
경제 중6년(기원전 144년)에 죽었고, 작위는 아들 난원지가 이었다.

## 출전
- 사마천, 《사기》 권18 고조공신후자연표
- 반고, 《한서》 권16 고혜고후문공신표

| 전임 (첫 봉건) | 전한의 진양후 기원전 197년 12월 갑인일 ~ 기원전 144년 | 후임 아들 진양정후 난원지 |